# Scott Nails
Scott Nails, również Scott Skools i Cock Boy (ur. 29 kwietnia 1982 w Phoenix) – amerykański aktor pornograficzny i model. Od 20 stycznia 2006 jego znakiem rozpoznawalnym stał się tatuaż na lewym ramieniu, identyczny z tym, który nosił George Clooney na lewym ramieniu w popularnym filmie Od zmierzchu do świtu (1996).

## Życiorys

### Wczesne lata
Urodził się w Phoenix w stanie Arizona. Miał wstąpić do wojska, ale został odrzucony po złamaniu obojczyka podczas jazdy na rowerze. Wkrótce poświęcił się biznesowi związanemu z nieruchomościami w stanie Arizona. W 2000 jego firma budowlana upadła podczas krachu na giełdzie.

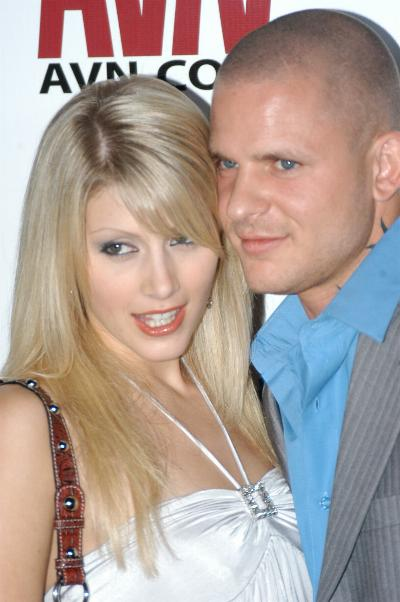
Scott Nails z Lacie Heart (wrzesień 2006)

### Kariera
W 2001 jego dziewczyna Mariella otrzymał propozycję pracy na scenie hardcore i poprosiła Scotta, by był jej partnerem. W wieku 19 lat wszedł biznesu porno i zarobił 200 dolarów za swoją pierwszą sesję zdjęciową. Scott nakręcił jeszcze kilkanaście scen z ówczesną dziewczyną, zanim ich związek zakończył się. 
Przez osiem miesięcy pracował dla studia Anabolic, a następnie dołączył do agencji LA Direct Models w Los Angeles. 
Szybko zyskał sławę w branży porno i udało mu się wystąpić w kolejnych ponad 200 produkcjach wytwórni takich jak Anabolic, Digital Playground, Vivid, Hustler, Brazzers czy Zero Tolerance. Reżyser Jerome Tanner obsadzie go w niewielkiej roli studenta college’u w komedii kryminalnej fantastycznonaukowej Hustler The Da Vinci Load (2006), pornograficznej wersji powieści sensacyjnej Dana Browna Kod Leonarda da Vinci, w scenie z Missy Monroe i Steve’em Holmesem. W filmie studia Suze Randall Bra Bustin and Deep Thrustin 2 (2007) w reż. Holly Randall wystąpił w scenie triolizmu z Laylą Riverą i Mr. Pete. 
W styczniu 2006 został uhonorowany nagrodą magazynu AVN jako najlepszy nowy wykonawca, a w 2007 otrzymał F.A.M.E. Award jako ulubiony gwiazdor. W 2009 na festiwalu filmów erotycznych w Cannes był nominowany do Hot d’Or w kategorii najlepszy amerykański aktor za rolę pacjenta w komedii Pielęgniarki (Nurses, 2008).
We wrześniu 2013 zajął dziewiąte miejsce wśród 10. popularnych męskich gwiazd porno portalu Crazypundit.com.
W styczniu 2023 został wprowadzony do alei sław Brazzers Hall of Fame.

## Nagrody i nominacje
| Rok  | Nagroda    | Kategoria                               | Film                                            | Pozostali wykonawcy |
| ---- | ---------- | --------------------------------------- | ----------------------------------------------- | --- |
| 2006 | XRCO Award | Najlepszy nowy ogier                    | -                                               | - |
| 2006 | AVN Award  | Najlepszy debiutant                     | -                                               | - |
| 2006 | AVN Award  | Najlepsza scena seksu grupowego - wideo | kuzyn 3 w Squealer (2005), reż. Jack the Zipper | Audrey Hollander, Smokie Flame, Otto Bauer, Kimberly Kane, Scott Lyons, Jassie i Kris Slater |
| 2006 | AVN Award  | Najlepsza scena seksu oralnego - wideo  | kuzyn 3 w Squealer (2005), reż. Jack the Zipper | Jassie, Kimberly Kane, Kris Slater i Scott Lyons |
| 2024 | AVN Award  | Najlepsza scena seksu w Tag Teamie      | Machine Gunner – Episode 2 (2023)               | Kira Noir i Charles Dera |
| 2025 | AVN Award  | Sala sławy AVN Award Hall of Fame       | –                                               | – |
| 2025 | AVN Award  | Najlepsza scena czwórki/orgii           | Brazzers Presents: 20 for 20 (2024)             | Monique Alexander, Cherie Deville, Alexis Fawx, Kayley Gunner, Lily Lou, Abigaiil Morris, Kira Noir, Ryan Reid, Gal Ritchie, Queenie Sateen, Luna Star, Angela White, Hollywood Cash, Manuel Ferrara, Ricky Johnson, JMac, Mick Blue, Keiran Lee, Isiah Maxwell, Alex Jones i Van Wylde |
| 2025 | XMA Award  | Najlepsza scena seksu – orgia/grupa     | Brazzers Presents: 20 for 20 (2024)             | Monique Alexander, Cherie Deville, Alexis Fawx, Kayley Gunner, Lily Lou, Abigaiil Morris, Kira Noir, Ryan Reid, Gal Ritchie, Queenie Sateen, Luna Star, Angela White, Hollywood Cash, Manuel Ferrara, Ricky Johnson, JMac, Mick Blue, Keiran Lee, Isiah Maxwell, Alex Jones i Van Wylde |